# Mystrium maren
Mystrium maren es una especie de hormiga del género Mystrium, familia Formicidae. Fue descrita científicamente por Bihn & Verhaagh en 2007.
Se distribuye por Indonesia. Se ha encontrado a elevaciones de hasta 400 metros. Vive en microhábitats como la hojarasca. También frecuenta bosques primarios.